# Jesús Marimón
Jesús David Marimón Báez (María La Baja, 9 september 1998) is een Colombiaans voetballer die bij voorkeur als defensieve middenvelder speelt. Hij stroomde in 2015 door vanuit de jeugd van Once Caldas.

## Clubcarrière
Marimón is afkomstig uit de jeugdopleiding van Once Caldas. Op 17 augustus 2015 debuteerde hij in de Colombiaanse competitie tegen Jaguares de Córdoba. De middenvelder werd door coach Javier Torrento een basisplaats gegund en werd enkele minuten voor affluiten vervangen. Een week later speelde hij de volledige wedstrijd mee tegen Atlético Nacional.

## Interlandcarrière
In 2015 speelde Marimón zes wedstrijden met Colombia –17 op het Zuid-Amerikaans kampioenschap voor spelers onder 17 jaar in Paraguay. Colombia eindigde als laatste in de groep met Brazilië, Argentinië, Ecuador, Paraguay en Uruguay als opponenten.